# Dactylopisthes diphyus
Dactylopisthes diphyus är en spindelart som först beskrevs av Stefan Heimer 1987.  Dactylopisthes diphyus ingår i släktet Dactylopisthes och familjen täckvävarspindlar. Inga underarter finns listade i Catalogue of Life.